# Jamil Amiden
Jamil Amiden foi um político e militar brasileiro, eleito deputado federal em 1961 pelo estado da Guanabara na legenda da Aliança Socialista Trabalhista, formada pelo Partido Trabalhista Brasileiro (PTB), ao qual era filiado, 
e o Partido Socialista Brasileiro (PSB).

## Biografia
Jamil Amiden nasceu no município brasileiro de Corumbá, então no estado de Mato Grosso, no dia 31 de março de 1922, filho de Ganem Amiden e de Chafia Fatá Amiden.
Sargento do Exército durante a Segunda Guerra Mundial (1939-1945), integrou a Força Expedicionária Brasileira (FEB), participando de combates na Itália. Gravemente ferido durante a campanha, foi promovido a tenente por ato de bravura e reformado no posto de capitão. Posteriormente participaria da fundação da Associação dos Ex-Combatentes do Brasil e presidiria em diversas ocasiões a Associação dos Ex-Combatentes do Estado da Guanabara.
Em outubro de 1962 elegeu-se deputado federal pelo estado da Guanabara na legenda da Aliança Socialista Trabalhista, formada pelo Partido Trabalhista Brasileiro (PTB), ao qual era filiado, e o Partido Socialista Brasileiro (PSB). Empossado em fevereiro do ano seguinte, passou a integrar a Comissão de Serviço Público da Câmara dos Deputados, da qual foi vice-presidente. Nessa condição apresentou vários projetos, dentre os quais o que concedia pensão militar aos ex-combatentes e a seus herdeiros e instituía o dia do ex-combatente, e os que concediam o domingo remunerado aos portuários e pensão às famílias dos atingidos pelo Ato Institucional nº 1 (AI-1), editado logo após a eclosão do movimento político-militar de março de 1964. Em abril de 1965 tornou-se vice-líder do PTB na Câmara.
Com a extinção dos partidos políticos pelo AI-2 (27/10/1965) e a posterior instauração do bipartidarismo, filiou-se ao partido oposicionista, o Movimento Democrático Brasileiro (MDB). Em 1966 liderou o grupo de ex-combatentes que devolveu suas medalhas em protesto contra a nomeação do deputado fluminense Raimundo Padilha para a liderança do governo do presidente Humberto Castelo Branco (1964-1967). O grupo se baseava em acusações formuladas pelo Departamento de Estado dos Estados Unidos, segundo as quais Padilha, durante a guerra, fora espião nazista.
Reelegendo-se em novembro de 1966, permaneceu na Câmara até janeiro de 1969, quando teve seu mandato cassado com base no AI-5, editado no mês anterior. Foi beneficiado pela anistia decretada pelo presidente João Figueiredo em agosto de 1979. Com a extinção do bipartidarismo em 29 de novembro de 1979 e a conseqüente reformulação partidária, filiou-se ao Partido do Movimento Democrático Brasileiro (PMDB) e nessa legenda concorreu a uma cadeira na Câmara dos Deputados pelo estado do Rio de Janeiro no pleito de novembro de 1982, obtendo apenas uma suplência.
Faleceu em Nova Iguaçu (RJ) no dia 11 de dezembro de 1991. Era casado com Carine Saff Amiden, com quem teve quatro filhos (Jorge, Mário,  Enir e Rosa).
Mandatos (na Câmara dos Deputados):
Deputado Federal, 1963-1967, GB, PTB. Dt. Posse: 02/02/1963; Deputado Federal, 1967-1971, GB, MDB. Dt. Posse: 02/02/1967.
Atividades Sindicais, Representativas de Classe e Associativas:
Presidente, Associação dos Ex-Combatentes do Estado da Guanabara.
Obras Publicadas:
Mundo dos Mundos, poesia; Poema Triste, poesia; Eles não voltaram.
Perdas de Mandato:

Mandato de Deputado Federal cassado e os direitos políticos suspensos por dez anos, na legislatura 1967-1971, em face do disposto no art. 4 do Ato Institucional nº 5, de 13 de dezembro de 1968, expedido pelo Decreto de 16 de janeiro de 1969, publicado no D.O. de 17/01/1969, p. 554.